# São Pedro de Alvito
São Pedro de Alvito (oficialmente, Alvito (São Pedro)) foi uma freguesia portuguesa do município de Barcelos, com 5,71 km² de área e 639 habitantes (2011). Densidade: 111,9 hab/km².
Foi extinta em 2013, no âmbito de uma reforma administrativa nacional, tendo sido agregada às freguesias de São Martinho de Alvito e Couto, para formar uma nova freguesia denominada União das Freguesias de Alvito (São Pedro e São Martinho) e Couto da qual é sede.

## População
| População da freguesia de Alvito (São Pedro) (1864 – 2011) | População da freguesia de Alvito (São Pedro) (1864 – 2011) | População da freguesia de Alvito (São Pedro) (1864 – 2011) | População da freguesia de Alvito (São Pedro) (1864 – 2011) | População da freguesia de Alvito (São Pedro) (1864 – 2011) | População da freguesia de Alvito (São Pedro) (1864 – 2011) | População da freguesia de Alvito (São Pedro) (1864 – 2011) | População da freguesia de Alvito (São Pedro) (1864 – 2011) | População da freguesia de Alvito (São Pedro) (1864 – 2011) | População da freguesia de Alvito (São Pedro) (1864 – 2011) | População da freguesia de Alvito (São Pedro) (1864 – 2011) | População da freguesia de Alvito (São Pedro) (1864 – 2011) | População da freguesia de Alvito (São Pedro) (1864 – 2011) | População da freguesia de Alvito (São Pedro) (1864 – 2011) | População da freguesia de Alvito (São Pedro) (1864 – 2011) |
| ---------------------------------------------------------- | ---------------------------------------------------------- | ---------------------------------------------------------- | ---------------------------------------------------------- | ---------------------------------------------------------- | ---------------------------------------------------------- | ---------------------------------------------------------- | ---------------------------------------------------------- | ---------------------------------------------------------- | ---------------------------------------------------------- | ---------------------------------------------------------- | ---------------------------------------------------------- | ---------------------------------------------------------- | ---------------------------------------------------------- | ---------------------------------------------------------- |
| 1864                                                       | 1878                                                       | 1890                                                       | 1900                                                       | 1911                                                       | 1920                                                       | 1930                                                       | 1940                                                       | 1950                                                       | 1960                                                       | 1970                                                       | 1981                                                       | 1991                                                       | 2001                                                       | 2011                                                       |
| 349                                                        | 307                                                        | 326                                                        | 366                                                        | 418                                                        | 429                                                        | 457                                                        | 453                                                        | 462                                                        | 446                                                        | 436                                                        | 536                                                        | 515                                                        | 549                                                        | 639                                                        |

Nos censos de 1911, 1920 e 1930 figura como Alvito, S. Pedro e Guinzo. Pelo decreto-lei nº 27.424, de 31/12/1936, foi-lhe dada a actual designação, ficando a freguesia de Guinzo a fazer parte integrantes desta freguesia.